# ロベール家
ロベール家（ロベールけ、Robertiens）は、西フランク王国のカロリング朝後期の9世紀末から三度王位に就き、987年フランスのカペー朝を開いた家系。以後のヴァロワ朝・ブルボン朝にも血脈を繋いでいるため、フランス革命期とナポレオン時代とを除いたルイ・フィリップまで、千年近くフランスの王権を握った。また現在も、傍流の家系がスペイン王やルクセンブルク大公における君主権を握っている。

## 歴史
現在のベルギー中東部のハスペンゴウ（エスベイ、Hesbaye）に発する豪族で、領主や聖職者を勤めた記録が、7世紀から残る。8世紀後半にはドイツのヴォルムスに拠点を構えたという。
歴史の表舞台に顔を出すのは、ロベール豪胆公である。仕えるフランク王国がヴェルダン条約で三つに割れ、彼は西フランク王国へ移ってシャルル2世から、852年にトゥールのマルムーティエ修道院（Abbaye de Marmoutier）長を、853年にロワール川河口域の巡察使を命じられた。セーヌ川やロワール川の川口から繰り返し侵入するノルマン人に悩んでいた時期で、豪胆公は奮闘を続けた後、866年に戦死した。
長男のウードは、885年 - 886年にパリを包囲したノルマン人を撃退して888年西フランクの王に推され、898年に没した。この頃から王位は、カロリング家の世襲でなく、有力諸侯や聖職者の選挙で決めるようになっていた。
ウードの死後、王位はカロリング家のシャルル3世に戻ったが、ウードの弟のロベール1世は、反乱を主導してシャルルを逐い、922年王位に推された。ロベール1世が翌923年、廃位に応じぬシャルルとの戦いに死ぬと、娘エマの夫ラウールが王になり、936年に没した。
エマの弟のユーグ大公は、ロワール川とセーヌ川に挟まれる地域のほとんどを持つ大領主となり、936年にフランス公の位を得た。936年、カロリング家のルイ4世のイングランドからの帰国は歓迎したが、帰国後のルイ4世とは、954年にルイ4世が没するまで争い続けた。ルイ4世の後を彼の子のロテールが継ぐのには賛成し、若い王を棚に上げて西フランク王国の実権を握り、自分の息子ユーグ・カペーがカペー朝を開く道を開いた。
また、ドイツ貴族のバーベンベルク家（ポッポ家）もロベール家の支流であるといわれる。

## 系譜
右に寄る毎に1世代下る。
- ロベール（?-764）：732年からエスベイ公、妻はヴォルムスのヴィリスヴィンダ。
  - イングラム（Ingram de Hesbaye）：エスベイ伯
    - エルマンガルド・ド・エスベイ（780-818）：フランク王ルートヴィヒ1世の妻。

  - カンコル（Cancor）（?-782）：ロルシュ修道院の創建者
    - ハイムリッヒ（?-795）：ラーナウ（Lahngau）伯
      - ポッポ（?-840頃）：グラープフェルト伯、バーベンベルク家の開祖

  - ランドラダ：シグラムと結婚
    - 聖クロデガング（Saint Chrodogang）（711-766）：メッツ大司教、ロルシュ修道院長。

  - ロベール2世（Robert II de Hesbaye）（770-807）：エスベイ公
    - ロベール3世（800-834）：ヴォルムスガウ伯
      - グントラム（815-837）：ヴォルムスガウ伯
      - ロベール豪胆公（822-866）：ヴォルムスガウ伯、アンジュー伯
        - ウード（860-898）：888年から西フランク王国の王、テオドラート・ド・トロワと結婚。
          - ラウール
          - アルヌール
          - ギー

        - リシルディ（レジリンディス）：ペリゴール伯ギヨーム1世（アングレーム伯ヴュルグラン1世（en）の息子）と結婚。
        - ロベール1世（866-923）：922年から西フランク王国の王、二度目の妻はベアトリス・ド・ヴェルマンドワ。
          - アデール：ヴェルマンドワ伯エルベール2世と結婚。
          - エマ（894-934）：西フランク王ラウールと結婚。
          - ユーグ大公（898-956）：3度目の妻はエドヴィジュ・ド・サックス（神聖ローマ皇帝オットー1世の妹）。
            - ベアトリス（939-987）：上ロレーヌ公フレデリック1世と結婚。
            - ユーグ・カペー（940-996）：カペー朝の開祖。フランス王。
            - オトン（944-965）：956年からブルゴーニュ公。
            - ウード・アンリ（946-1002)：965年からブルゴーニュ公。
            - エマ（?-966）：ノルマンディー公リシャール1世と結婚。
            - エルベール（?-994）：オセール司教

      - オーダ：ヴォルムスガウ伯ヴェルナー4世（ザーリアー朝の祖）と結婚。